# Evelyn Waugh
Arthur Evelyn St. John Waugh (n. 28 octombrie 1903, Greater London, Anglia, Regatul Unit al Marii Britanii și Irlandei – d. 10 aprilie 1966, Combe Florey⁠(d), Somerset West and Taunton⁠(d), Anglia, Regatul Unit) a fost un scriitor englez.

## Traduceri în română
- Declin și prăbușire, 1968
- Un pumn de țărînă, 1969